# جيمس باترسون (ممثل)
جيمس باترسون (بالإنجليزية: James Patterson)‏ هو ممثل أمريكي، ولد في 29 يونيو 1932 في الولايات المتحدة، وتوفي في 19 أغسطس 1972 بنيويورك في الولايات المتحدة بسبب سرطان. من الجوائز التي نالها جائزة توني لأفضل ممثل في مسرحية ‏ سنة 1968.

## جوائز
- جائزة توني لأفضل ممثل في مسرحية [الإنجليزية]‏ (1968)

## وصلات خارجية
- جيمس باترسون على موقع IMDb (الإنجليزية)
- جيمس باترسون على موقع قاعدة بيانات برودواي على الإنترنت (الإنجليزية)
- جيمس باترسون على موقع قاعدة بيانات الفيلم (الإنجليزية)